# باشگاه فوتبال بینفیلد
باشگاه فوتبال بینفیلد (به انگلیسی: Binfield Football Club) یک باشگاه فوتبال در شهر بینفیلد، کشور انگلستان است که در سال ۱۸۹۲ میلادی تأسیس شده‌است.